# Veteran (pel·lícula)
Veteran (en coreà 베테랑 Beterang) és una pel·lícula de comèdia d'acció de Corea del Sud de 2015 escrita i dirigida per Ryoo Seung-wan. Va vendre 13,4 milions d'entrades, la qual cosa la va convertir en la 5a pel·lícula més taquillera de tots els temps de la història del cinema de Corea del Sud. Veteran també va guanyar el premi Focus Àsia al XLVIII Festival Internacional de Cinema Fantàstic de Catalunya.
El 2024 es va estrenar una seqüela titulada I, the Executioner.

## Argument
Seo Do-cheol és un detectiu de policia despietat, que investiga el suïcidi d'un camioner anomenat Bae, on s'assabenta pel fill de Bae que Jo Tae-oh, el sàdic hereu de tercera generació del poderós conglomerat Sinjin Group ha agredit Bae mentre aquest últim protestava contra el conglomerat per pagaments endarrerits. Do-cheol comença personalment la investigació, que enfada a Tae-oh. Més tard, en Tae-oh utilitza la seva influència per fer que Do-cheol s'encarregui d'un altre cas. També intenta arrabassar la dona d'en Do-cheol amb l'ajuda de l'SVP del seu conglomerat, Choi Dae-woong, però ella es nega, i Do-cheol amenaça Tae-oh després d'assabentar-se’n.
Do-cheol pren l'ajuda d'un periodista per publicar la notícia, però sense èxit. Tae-oh contracta un contractista de logística anomenat Jeon per acabar amb Do-cheol i també fa que Afers Interns l’interroguin, però el seu líder d'equip Oh el salva oportunament. Do-cheol escapa d'un intent d'assassinat de Jeon, on un detectiu és apunyalat. Aprofitant l'oportunitat, Do-cheol i el seu equip descobreixen proves i obté l'aprovació per a la investigació contra Tae-oh, però el pare de Tae-oh i el president del conglomerat Jo fan que Dae-woong assumeixi la culpa. Amb l'ajuda del seu equip, Do-cheol s'assabenta que en Bae va ser assassinat després d'intentar venjar-se per haver-lo agredit, i ho va encobrir com un suïcidi.
Després de preguntar a Dae-woong, Do-cheol s'assabenta que Tae-oh planeja escapar a Singapur. Abans de marxar, Tae-oh fa una festa on coneix la seva antiga xicota Jeong Da-hye (que està embarassada del seu fill) i intenta matar-la quan ella abusa d'ell. Do-cheol forma un pla on plantegen un cas fals contra Tae-oh per agredir la seva xicota, i la policia baralla amb els guardaespatlles per arrestar-lo. Després d'una intensa persecució de cotxes, Do-cheol i Tae-oh s'enfronten a un combat cos a cos on, malgrat les ferides brutals, Do-cheol aconsegueix arrestar a Tae-oh, que després serà presentat per a un judici al Cort Suprema juntament amb Dae-woong, i són condemnats a presó. A l'hospital, Do-cheol es recupera de les seves ferides i aviat torna al seu servei.

## Repartiment
- Hwang Jung-min com a Seo Do-cheol[10]
- Yoo Ah-in com a Jo Tae-oh[11][12][13]
- Yoo Hae-jin com a Choi Dae-woong
- Oh Dal-su com cap d’equip Oh
- Jang Yoon-ju com a Miss Bong[14]
- Kim Shi-hoo com el detectiu Yoon
- Oh Dae-hwan com el detectiu Wang
- Jung Woong-in com el conductor Bae
- Jung Man-sik com el cap Jeon
- Song Young-chang com a president Jo
- Jin Kyung com a Joo-yeon
- Yoo In-young com a Jeong Da-hye
- Park So-dam com "el més jove"
- Lee Dong-hwi com a Yoon Hong-ryeol
- Bae Sung-woo com a propietari d'un negoci de cotxes usats
- Chun Ho-jin com a superintendent sènior de la unitat d'investigació regional
- Jang So-yeon com a dona del conductor Bae
- Kim Jae-hyeon com el fill de Driver Bae
- Park Jong-hwan com a líder de l'equip Yang
- Uhm Tae-goo com el guardaespatlles de Jo Tae-oh
- Park Ji-hoon com a gerent de seguretat
- Jo Yeon-hee com a treballador contractat
- Shin Seung-hwan com a Reporter Park
- Yeo Ho-min com a director Kim
- Lee Ye-won com a estilista de Jo Tae-oh 2
- Park Ji-yoon com a reporter de notícies (veu)
- Ahn Gil-kang com a cap de policia de la jurisdicció (cameo)
- Ma Dong-seok com a noi gran amb roba esportiva (aparició)
- Kim Eung-soo com a conseller Jeong (es visible)

## Taquilla
Veteran es va estrenar a Corea del Sud el 5 d'agost de 2015. Va recaptar21,7 mil milions de wons (18,6 milions de dòlars) a partir de 2,75 milions d'entrades durant els seus primers cinc dies de llançament. El 6 de novembre havia venut 92.077.504 dòlars per 13.411.343 entrades i actualment és la 5a pel·lícula més taquillera de tots els temps de la història del cinema coreà.

## Seqüela
Ryoo Seung-wan i la productora Filmmaker R&K van confirmar que van acceptar fer una seqüela, que se suposava que arribaria als cinemes en un termini de dos o tres anys després de l'anunci. Es va informar que Hwang Jung-min i Oh Dal-su reprendran els seus papers, i també es considera que l'actor Jung Hae-in succeirà a Yoo Ah-in com a antagonista. Va començar a rodar-se com a "Veteran 2" el desembre de 2022 amb el repartiment de Hwang Jung-min, Oh Dal-su, Jang Yoon-ju, Oh Dae-hwan i Kim Si-hoo. Amb el títol I, the Executioner, es va estrenar com a projecció de mitjanit al 77è Festival Internacional de Cinema de Canes.

## Remake
Estava previst que s'estrenés a la Xina un remake protagonitzat per Sun Honglei el 2017. Finalment, el remake The Big Shot es va publicar el 2019 i era protagonitzat per Wang Qianyuan.

## Premis i nominacions
| Any  | Premi                                                                           | Categoria                                                   | Receptor                               | Resultat  |
| ---- | ------------------------------------------------------------------------------- | ----------------------------------------------------------- | -------------------------------------- | --------- |
| 2015 | XLVIII Festival Internacional de Cinema Fantàstic de Catalunya                  | Premi Focus Asia                                            | Veteran                                | Guanyador |
| 2015 | 3r Premi Asia Star Marie Claire (20è Festival Internacional de Cinema de Busan) | Estrella asiàtica de l’any                                  | Yoo Ah-in                              | Guanyador |
| 2015 | 35ns Premis de l'Associació Coreana de Crítics de Cinema                        | Millor pel·lícula                                           | Veteran                                | Nominat   |
| 2015 | 35ns Premis de l'Associació Coreana de Crítics de Cinema                        | Millor director                                             | Ryoo Seung-wan                         | Guanyador |
| 2015 | 35ns Premis de l'Associació Coreana de Crítics de Cinema                        | Millor actor                                                | Yoo Ah-in                              | Nominat   |
| 2015 | 35ns Premis de l'Associació Coreana de Crítics de Cinema                        | Millor guió                                                 | Ryoo Seung-wan                         | Nominat   |
| 2015 | 35ns Premis de l'Associació Coreana de Crítics de Cinema                        | Millor fotografia                                           | Choi Young-hwan                        | Nominat   |
| 2015 | 35ns Premis de l'Associació Coreana de Crítics de Cinema                        | Millor música                                               | Bang Jun-seok                          | Nominat   |
| 2015 | 35ns Premis de l'Associació Coreana de Crítics de Cinema                        | Les 10 millors pel·lícules de l’any                         | Veteran                                | Guanyador |
| 2015 | 15è Festival Mundial de Cinema Juvenil de Corea                                 | Actor favoit                                                | Yoo Ah-in                              | Guanyador |
| 2015 | 15è Festival Mundial de Cinema Juvenil de Corea                                 | Directr de cinema favorit                                   | Ryoo Seung-wan                         | Guanyador |
| 2015 | 52ns Grand Bell Awards                                                          | Millor pel·lícula                                           | Veteran                                | Nominat   |
| 2015 | 52ns Grand Bell Awards                                                          | Millor director                                             | Ryoo Seung-wan                         | Nominat   |
| 2015 | 52ns Grand Bell Awards                                                          | Millor actor                                                | Yoo Ah-in                              | Nominat   |
| 2015 | 52ns Grand Bell Awards                                                          | Millor actor secundari                                      | Yoo Hae-jin                            | Nominat   |
| 2015 | 52ns Grand Bell Awards                                                          | Millor actriu secundària                                    | Jang Yoon-ju                           | Nominat   |
| 2015 | 52ns Grand Bell Awards                                                          | Millor actriu novell                                        | Jang Yoon-ju                           | Nominat   |
| 2015 | 52ns Grand Bell Awards                                                          | Millor guió                                                 | Ryoo Seung-wan                         | Nominat   |
| 2015 | 52ns Grand Bell Awards                                                          | Millor fotografia                                           | Choi Young-hwan                        | Nominat   |
| 2015 | 52ns Grand Bell Awards                                                          | Millor muntatge                                             | Kim Sang-bum, Kim Jae-bum              | Nominat   |
| 2015 | 52ns Grand Bell Awards                                                          | Millor il·luminació                                         | Kim Ho-seong                           | Nominat   |
| 2015 | 52ns Grand Bell Awards                                                          | Millor so                                                   | Kim Chang-seop                         | Nominat   |
| 2015 | 36ns Blue Dragon Film Awards                                                    | Millor pel·lícula                                           | Veteran                                | Nominat   |
| 2015 | 36ns Blue Dragon Film Awards                                                    | Millor director                                             | Ryoo Seung-wan                         | Guanyador |
| 2015 | 36ns Blue Dragon Film Awards                                                    | Millor actor                                                | Hwang Jung-min                         | Nominat   |
| 2015 | 36ns Blue Dragon Film Awards                                                    | Millor actor secundari                                      | Yoo Hae-jin                            | Nominat   |
| 2015 | 36ns Blue Dragon Film Awards                                                    | Millor actriu secundària                                    | Jin Kyung                              | Nominat   |
| 2015 | 36ns Blue Dragon Film Awards                                                    | Millor guió                                                 | Ryoo Seung-wan                         | Nominat   |
| 2015 | 36ns Blue Dragon Film Awards                                                    | Millor fotografia-il·luminació                              | Choi Young-hwan, Kim Ho-seong          | Nominat   |
| 2015 | 36ns Blue Dragon Film Awards                                                    | Millor muntatge                                             | Kim Sang-bum, Kim Jae-bum              | Nominat   |
| 2015 | 36ns Blue Dragon Film Awards                                                    | Millor música                                               | Bang Jun-seok                          | Nominat   |
| 2015 | 36ns Blue Dragon Film Awards                                                    | Premi tècnic                                                | Jung Doo-hong, Jung Yoon-heon (Stunts) | Nominat   |
| 2015 | Premis Fashionista                                                              | Millor fashionista masculí en una pel·lícula (primer premi) | Yoo Ah-in                              | Guanyador |
| 2015 | 5è Premis Artistes de l'Any de la SACF                                          | Premi Impressió Artística en Cinema                         | Yoo Ah-in                              | Guanyador |
| 2015 | Premis de l'Associació d'Actors de Cinema de Corea                              | Premi Estrella Top                                          | Yoo Ah-in                              | Guanyador |
| 2015 | Premis de l'Associació d'Actors de Cinema de Corea                              | Premi al millor actor secundari                             | Jin Kyung                              | Guanyador |
| 2015 | Premis de l'Associació d'Actors de Cinema de Corea                              | Premi al millor director d'arts marcials                    | Jung Doo-hong                          | Guanyador |
| 2015 | 16ns Premis de la Crítica de Cinema de Busan                                    | Millor actor                                                | Yoo Hae-jin                            | Guanyador |
| 2015 | Premis de Cinema Cine 21                                                        | Millor director                                             | Ryoo Seung-wan                         | Guanyador |
| 2015 | Premis de Cinema Cine 21                                                        | Millor actor                                                | Yoo Ah-in                              | Guanyador |
| 2015 | 2ns Premis de l'Associació de Productors de Cinema de Corea                     | Millor director                                             | Ryoo Seung-wan                         | Guanyador |
| 2015 | 2ns Premis de l'Associació de Productors de Cinema de Corea                     | Millor fotografia                                           | Choi Young-hwan                        | Guanyador |
| 2015 | 2ns Premis de l'Associació de Productors de Cinema de Corea                     | Millor muntatge                                             | Kim Sang-bum, Kim Jae-bum              | Guanyador |
| 2015 | 2ns Premis de l'Associació de Productors de Cinema de Corea                     | Premi Tècnic                                                | Jung Doo-hong, Jung Yoon-heon (Stunts) | Guanyador |
| 2016 | 7ns Premis de Cinema KOFRA Film                                                 | Millor director                                             | Ryoo Seung-wan                         | Guanyador |
| 2016 | 11ns Premis Max Movie                                                           | Millor pel·lícula                                           | Veteran                                | Guanyador |
| 2016 | 11ns Premis Max Movie                                                           | Millor director                                             | Ryoo Seung-wan                         | Guanyador |
| 2016 | 11ns Premis Max Movie                                                           | Millor actor                                                | Yoo Ah-in                              | Guanyador |
| 2016 | 11ns Premis Max Movie                                                           | Millor actor secundari                                      | Oh Dal-su                              | Guanyador |
| 2016 | 11ns Premis Max Movie                                                           | Millor actor secundari                                      | Yoo Hae-jin                            | Nominat   |
| 2016 | 11ns Premis Max Movie                                                           | Millor actriu secundària                                    | Jin Kyung                              | Nominat   |
| 2016 | 11ns Premis Max Movie                                                           | Millor pòster                                               | Veteran                                | Nominat   |
| 2016 | 10ns Asian Film Awards                                                          | Millor pel·lícula                                           | Veteran                                | Nominat   |
| 2016 | 10ns Asian Film Awards                                                          | Millor director                                             | Ryoo Seung-wan                         | Nominat   |
| 2016 | 10ns Asian Film Awards                                                          | Millor guió                                                 | Ryoo Seung-wan                         | Nominat   |
| 2016 | 10ns Asian Film Awards                                                          | Millor muntatge                                             | Kim Sang-bum, Kim Jae-bum              | Nominat   |
| 2016 | 10ns Asian Film Awards                                                          | Premi Next Generation                                       | Yoo Ah-in                              | Guanyador |
| 2016 | 21ns Chunsa Film Art Awards                                                     | Millor actor secundari                                      | Oh Dal-su                              | Nominat   |
| 2016 | 21ns Chunsa Film Art Awards                                                     | Premi Tècnic                                                | Choi Young-hwan                        | Nominat   |
| 2016 | 36st Golden Cinematography Awards                                               | Millor actor                                                | Yoo Ah-in                              | Guanyador |
| 2016 | 36st Golden Cinematography Awards                                               | Premi a la fotografia – Premi d’Or                          | Choi Young-hwan                        | Guanyador |
| 2016 | 52ns Baeksang Arts Awards                                                       | Millor pel·lícula                                           | Veteran                                | Nominat   |
| 2016 | 52ns Baeksang Arts Awards                                                       | Millor director (Film)                                      | Ryoo Seung-wan                         | Guanyador |
| 2016 | 52ns Baeksang Arts Awards                                                       | Millor guió (Film)                                          | Ryoo Seung-wan                         | Nominat   |
| 2016 | 52ns Baeksang Arts Awards                                                       | Millor actor (Film)                                         | Hwang Jung-min                         | Nominat   |
| 2016 | 52ns Baeksang Arts Awards                                                       | Millor actor secundari (Film)                               | Oh Dal-su                              | Nominat   |
| 2016 | 25ns Buil Film Awards                                                           | Millor pel·lícula                                           | Veteran                                | Guanyador |
| 2016 | 25ns Buil Film Awards                                                           | Millor director                                             | Ryoo Seung-wan                         | Nominat   |
| 2016 | 25ns Buil Film Awards                                                           | Millor actor                                                | Hwang Jung-min                         | Nominat   |
| 2016 | 25ns Buil Film Awards                                                           | Millor guió                                                 | Ryoo Seung-wan                         | Nominat   |
| 2016 | 25ns Buil Film Awards                                                           | Millor fotografia                                           | Choi Young-hwan                        | Guanyador |
| 2016 | 25ns Buil Film Awards                                                           | Millor música                                               | Bang Jun-seok                          | Nominat   |